# Gasfabriek

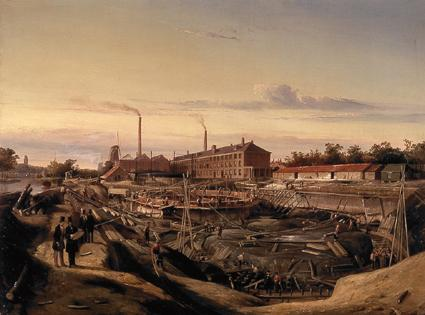
De Hollandsche Gazfabriek bouwt twee gashouders aan de Schans te Amsterdam. Geschilderd door Cornelis Springer in 1847

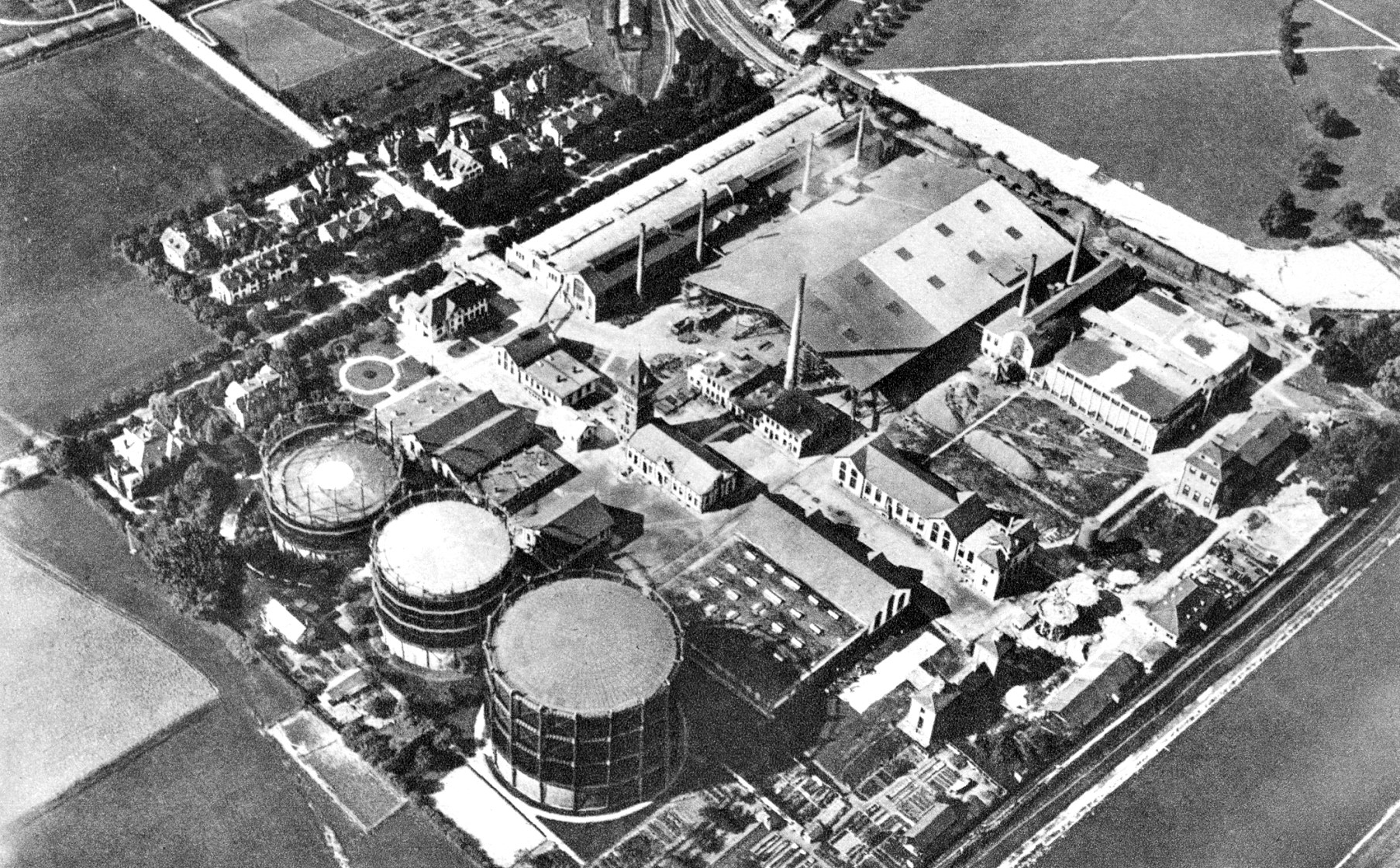
Gasfabriek van Zürich (Eduard Spelterini, ca. 1896–98)

In een gasfabriek wordt door middel van droge destillatie van steenkool (verhitting zonder toetreden van zuurstof) lichtgas of cokesovengas en cokes verkregen.
Lichtgasfabrieken hebben gasbereiding als hoofddoel en cokes zijn een bijproduct. Bij een cokesfabriek is het andersom, de cokes worden dan voornamelijk geproduceerd voor het smelten van ijzer en het fabriceren van staal. Door de ontdekking en toepassing van grote aardgasvelden waren gasfabrieken tegen het einde van de twintigste eeuw overbodig geworden.

## Geschiedenis
Dat er gas ontstaat bij de droge destillatie van steenkool is al lang bekend. De Maastrichtenaar Jan Pieter Minckelers, hoogleraar te Leuven, verlichtte sinds 1785 eenmaal per jaar zijn collegezaal met ruw lichtgas. De Engelsman William Murdoch bevorderde rondom 1800 het gebruik van lichtgas voor verlichting en verwarming op grote schaal. In 1812 en 1815 werden de straten van respectievelijk Londen en Parijs met gasverlichting verlicht.
Omstreeks 1827 bouwde de stad Gent de eerste lichtgasfabriek in België. Twee jaar later konden er 700 straatfakkels vervangen konden worden door 700 veiliger gaslantaarns. Er kwamen nog twee gasfabrieken bij, waaronder de fabriek aan de Gasmeterlaan in Gent, hiervan zijn nog twee metalen skeletten van oude gashouders bewaard gebleven. Ze staan op het terrein van het bedrijf 'De Nieuwe Molens' en worden als industrieel monument beschermd.
De eerste gasfabriek in Nederland werd in 1826 door een Engels bedrijf in gebruik genomen in Rotterdam. Een jaar eerder werd in Amsterdam al gas geproduceerd uit raapolie. Na vele verbeteringen werden in de tweede helft van de negentiende eeuw door heel Nederland gasfabrieken gebouwd die vaak door de gemeente werden beheerd. Ook werden er manieren gevonden om afval van de gasproductie te verwerken tot producten als kunstmest, zwavelzuur en vele andere organische producten.
Door de opkomst van de gloeilamp raakte de gasverlichting in de eerste helft van de twintigste eeuw in onbruik. Er werd nog wel verwarmd en gekookt op lichtgas totdat in 1959 bij het Groningse dorp Slochteren een groot aardgasveld werd ontdekt. Veel gasfabrieken werden daarna gesloopt waarbij meestal een zwaar vervuild terrein achterbleef als gevolg van lekkage van koolwaterstoffen uit het restproduct teer.

## Proces
De droge destillatie van steenkolen vindt plaats in gasretorten of kamerovens, die worden verhit door ter plaatse geproduceerd generatorgas. De door verhitting van steenkool ontstane gassen stijgen op en worden door een buizenstelsel van klimpijpen afgevoerd naar een horizontaal lopende verzamelbuis, de hydraulic main. Vanaf de hydraulic main wordt het gasmengsel naar de zuiveringsinstallatie geleid. Wanneer de gasproductie daalt worden de retorten of kamerovens leeggestort. De gloeiend hete cokes worden met een kleine hoeveelheid water geblust.

## Massastromen
Omstreeks 1900 verkreeg men uit 1000 kg steenkool de volgende producten:
- 160 à 170 kg steenkoolgas (285 m3)
- 680 kg cokes
- 50 kg steenkoolteer
- 100 kg ammoniakwater (100 liter)

## Gaszuivering
Het ontstane ruw lichtgas wordt afgekoeld in een condensor, waarbij de minder vluchtige bestanddelen zoals steenkoolteer en water condenseren. Na de condensor passeert het gasmengsel via een exhaustor pomp nog een teerscheider om alle teer die niet in de condensor is gecondenseerd te verwijderen.
Het gasmengsel dat overblijft bestaat nu uit waterstof, methaan, koolmonoxide, gasvormige koolwaterstoffen, stikstof, kooldioxide, ammoniak, waterstofsulfide en diverse cyaanverbindingen. Het gas wordt dan door wassers of scrubbers geleid, waarbij het intensief in contact wordt gebracht met water waardoor de ammoniak wordt opgelost. Daarna wordt het door zuiveringskisten gevoerd om het te zuiveren van zwavelwaterstof en cyaanverbindingen. In deze kisten zitten roosters waarop ijzeraarde is uitgespreid. Volgens deze formule wordt de zwavelwaterstof gebonden aan de ijzeraarde:
{\displaystyle \mathrm {2\ Fe(OH)_{3}+3\ H_{2}S\longrightarrow 2\ FeS\ +\ S\ +6\ H_{2}O} }
Ook de cyaanverbindingen binden zich aan de ijzeraarde. Het gezuiverde en gebruiksklare gas stroomt vervolgens via een gasmeter naar de gashouder waarin het boven water opgeslagen wordt tot afname door de gebruikers. Omdat productie en afname niet gelijkliepen hadden veel gasfabrieken in de gashouder een buffervoorraad.

## Gasfabrieken in Nederland
Enkele gasfabrieken in Nederland waren:
- Gasfabriek (Den Haag)
- Gasfabriek (Ede)
- Gasfabriek (Sneek)
- Gasfabriek (Utrecht)
- Westergasfabriek (Amsterdam)
- Oostergasfabriek (Amsterdam)
- Zuidergasfabriek (Amsterdam)
- Noordergasfabriek (Amsterdam)
- Gasfabriek Haarlem, vaak de Lichtfabriek genoemd

## Gasfabrieken in België
Voorbeelden van gasfabrieken in België waren Les Cokeries du Brabant in Grimbergen, de gasfabriek van Zurenborg in Antwerpen en Gasfabriek De Nieuwe Molens in Gent. Sinds 1995 pakt de Openbare Vlaamse Afvalstoffenmaatschappij de sanering van de locaties van voormalige gasfabrieken in Vlaanderen planmatig aan.